# شفاییم
شفاییم (به لاتین: Shefayim) یک منطقهٔ مسکونی در اسرائیل است که در شورای منطقهای هوف هاشرون واقع شده‌است.